# Pegasus Racing
Pegasus Racing – francusko-niemiecki zespół wyścigowy, założony w 2000 roku przez Juliena Schella i Claude Schella. W historii startów zespół pojawiał się w stawce Championnat VdeV, Festiwalu Formuły Ford, Trophée Total Excellium, Francuskiej Formuły Ford, Niemieckiej Formuły Ford, Speed EuroSeries, Le Mans Series, 24-godzinnym wyścigu Le Mans oraz European Le Mans Series. Siedziba zespołu znajduje się w Geispolsheim w Alzacji.